# Upplandsleden
Upplandsleden är en 450 kilometer lång vandringsled för friluftsliv i Uppland. 

## Beskrivning
År 1980 invigdes den första etappen av den nu 45 mil långa vandringsleden. Huvudsträckan går mellan Sunnersta, söder om Uppsala, via Länna, Knutby, Gimo, Österbybruk och Älvkarleby fram till länsgränsen mot Gävleborgs län där den ansluter till Gästrikeleden. En avstickare ner förbi Knivsta slutar vid Forsbyån. I Stockholm börjar leden vid Barkarby järnvägsstation och slingrar sig längs Mälaren till Rävsta mellan Märsta och Sigtuna. Ett avbrott på leden finns mellan Rävsta och Forsbyån. 
Från Enköping går leden norrut till Siggefora eller söderut till Härjarö. En kortare delsträcka går från järnvägsstationen i Bålsta till Skoklosters slott. Leden är märkt med orange markeringar på träd och stolpar. Vindskydd och enklare rastplatser finns längs stigen.
Upplandsleden i Uppsala län är anlagd av Upplandsstiftelsen som också äger varumärket. För skötseln svarar respektive kommun.

## Bilder

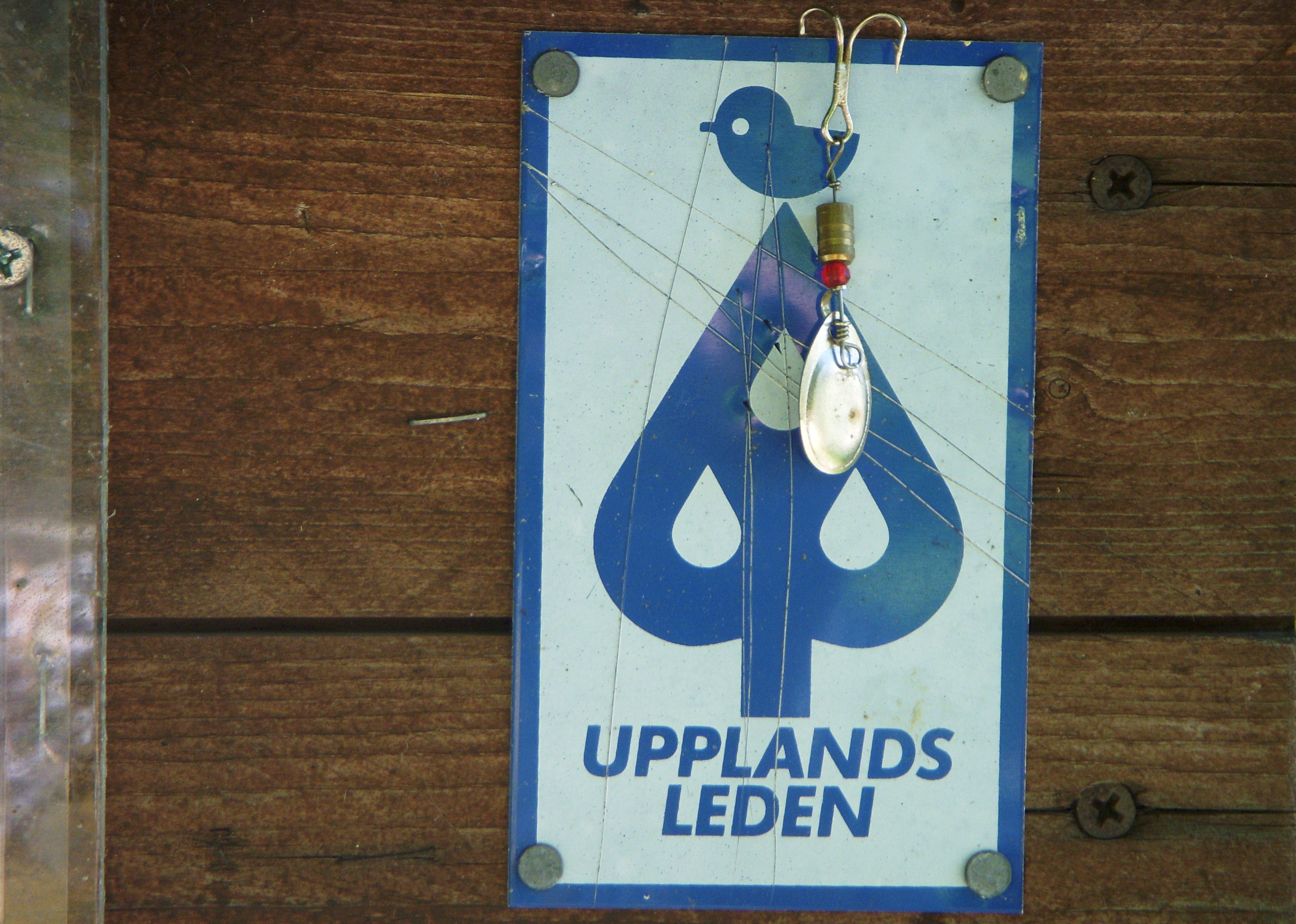
Skylt
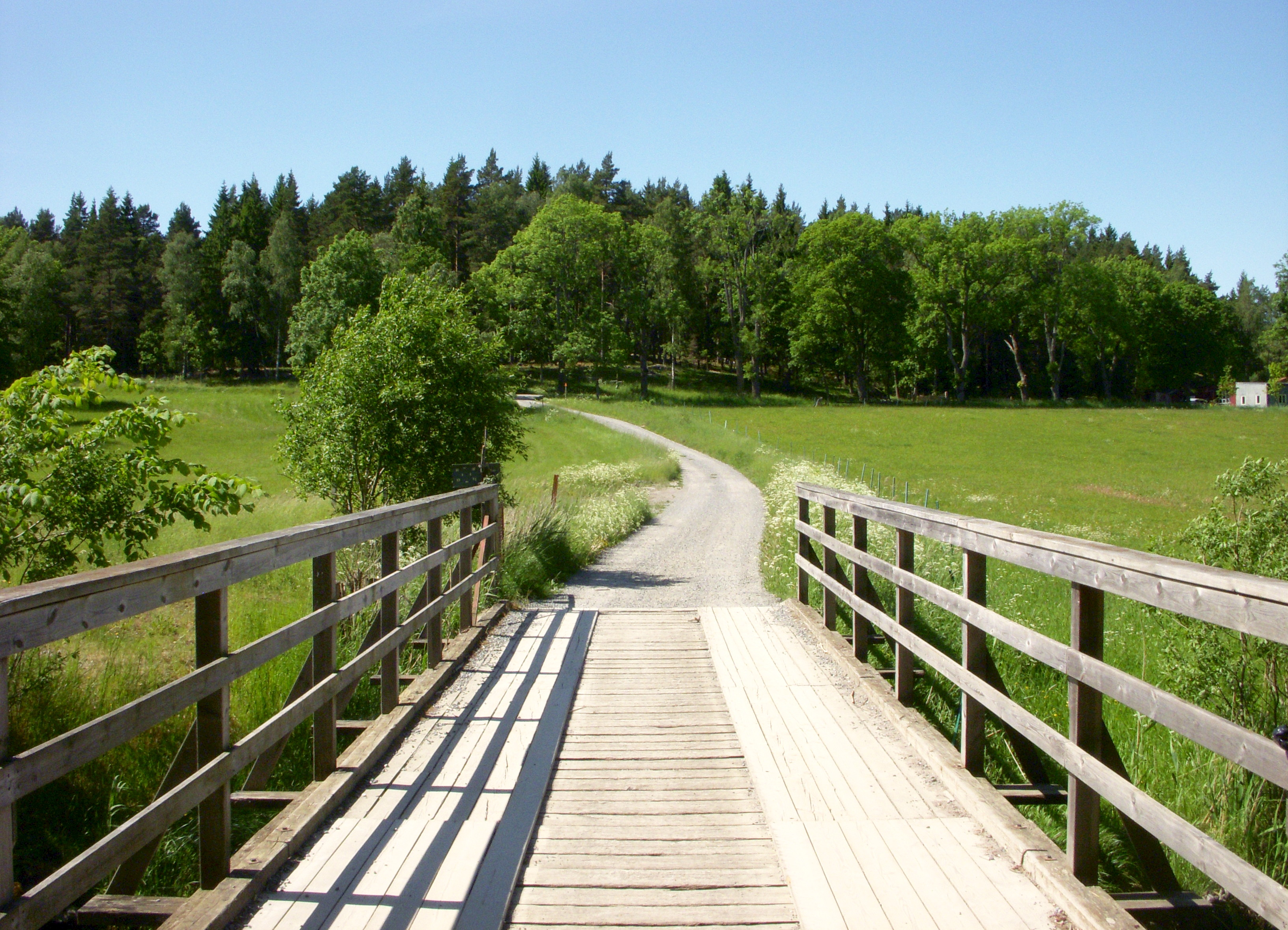
Leden över Oxundaån
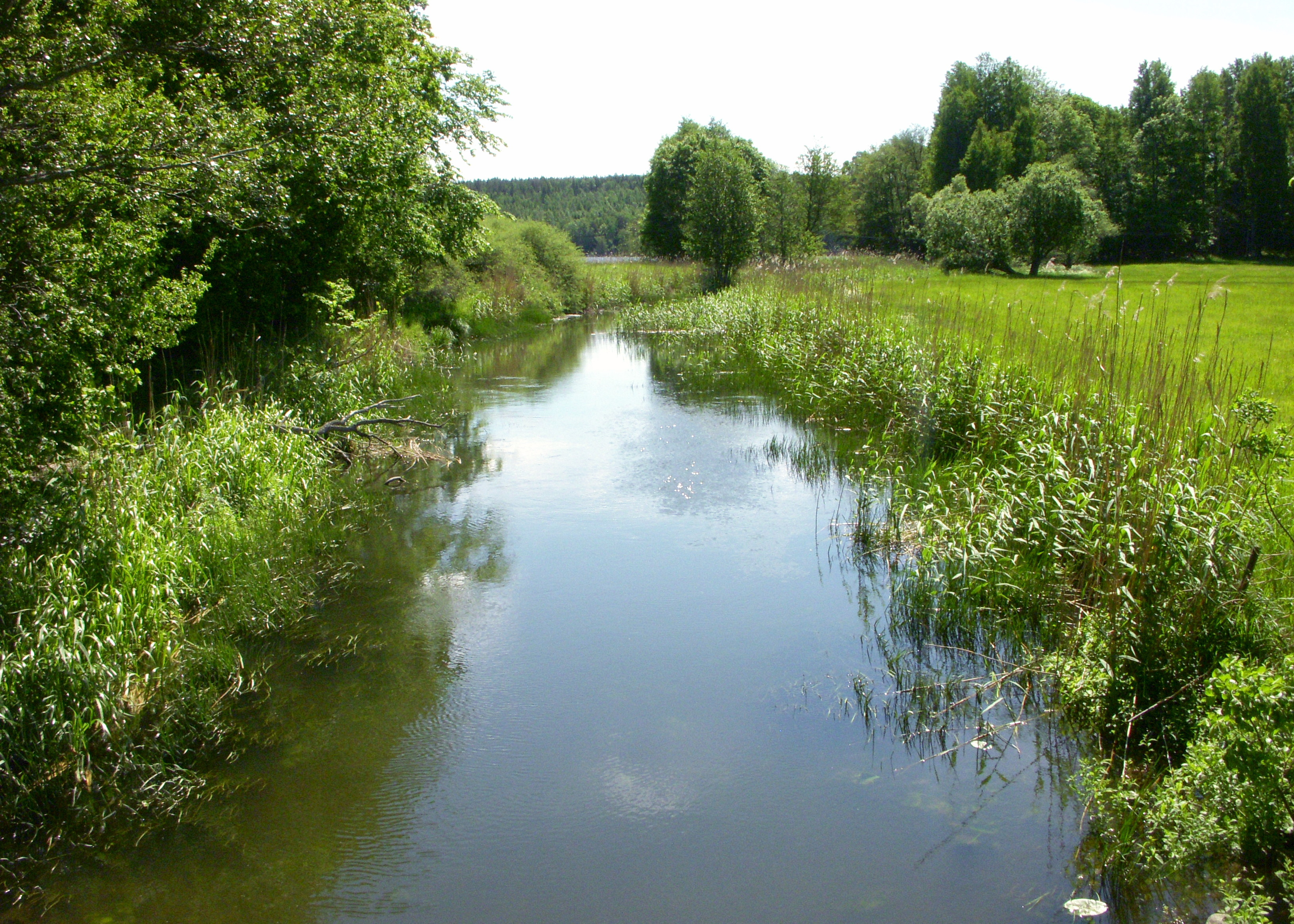
Leden norr om Oxundasjön
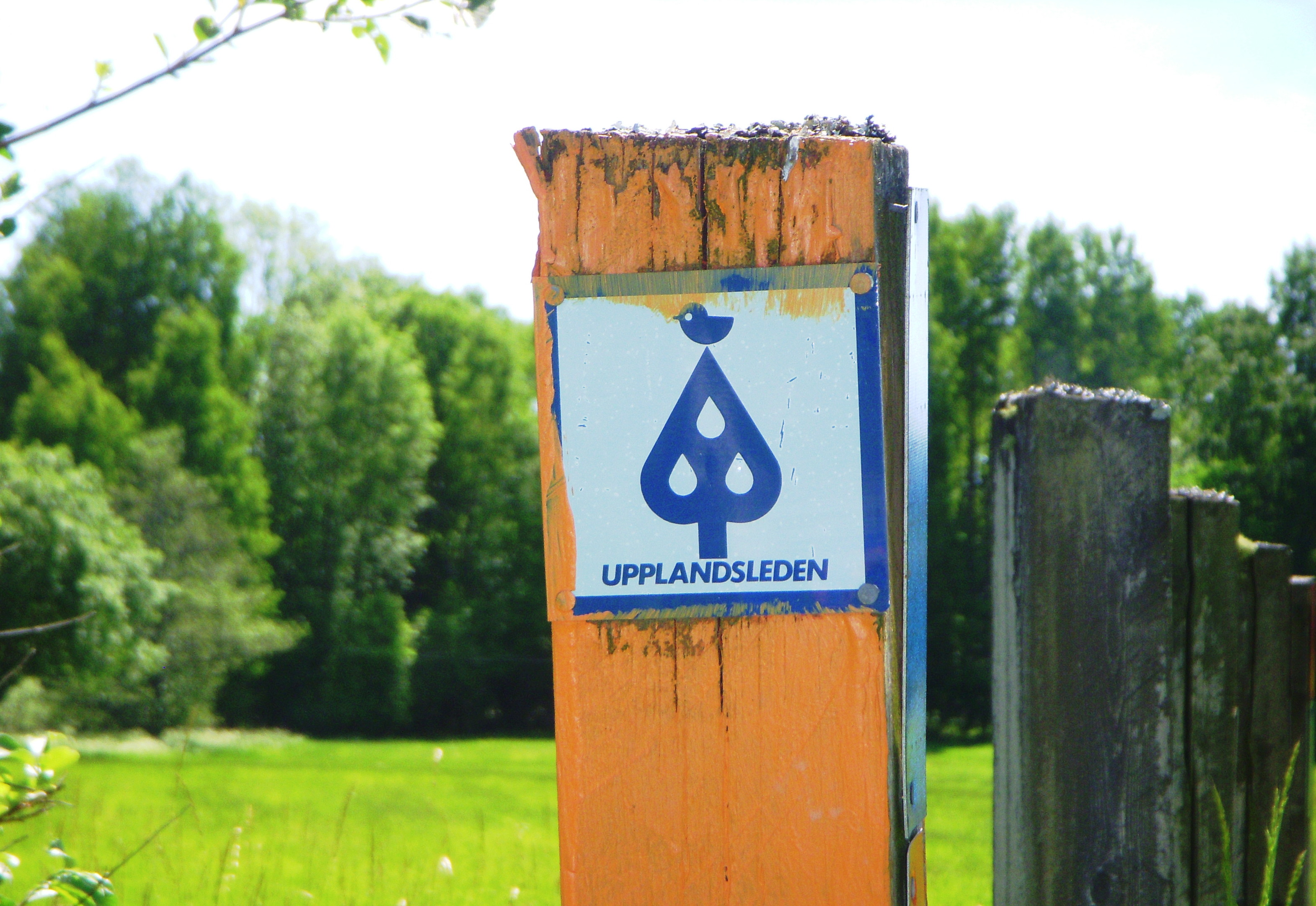
Skylt